# ჲ
Ie o Jota (asomtavruli Ⴢ, nuskhuri ⴢ, mkhedruli ჲ) es la decimoquinta letra del alfabeto georgiano.
Representa una aproximante palatal sonora.
En el sistema de numeración georgiana tiene un valor de 60. Ahora está obsoleto en el idioma georgiano.

## Letra
| asomtavruli | nuskhuri | mkhedruli |
| ----------- | -------- | --------- |
|             |          |           |

## Codificación digital
| asomtavruli | nuskhuri | mkhedruli |
| ----------- | -------- | --------- |
| U + 10C2    | U + 2D22 | U + 10F2  |